# Стебне
Стебне́ — українське село у Звенигородському районі Черкаської області, центр сільської ради. Населення — 1 430 осіб (станом на 2009 рік).

## Географія
Село Стебне знаходиться за 7 км від районного центру — міста Звенигородка та за 5 км від залізничної станції Багачеве по обидва береги річки Гнилий Тікич. Межує з селами Вільховець Звенигородської міської громади, Залізнячка Єрківської селищної громади, та містом Багачеве.

## Історія
Перша згадка про село датується 1633 роком. За легендою, якогось разу повз Звенигородку їхали чумаки. І вони вирішили не заїжджати в місто, а поїхати в об'їзд, південніше міста. В степу вони побачили невідоме село. Вирішили дізнатись, що це за поселення. Побачили, як із села виїжджає чоловік волами і підскочили до нього. Запитали його про назву села. А в того мужика був закладений ніс, і він говорив в ніс. Він хотів сказати «Степне», як і називалось село, а вийшло «Стебне». З того часу поширилась назва «Стебне».
Ще одна версія: місцеві пани дуже знущалися над кріпаками, стьобали їх батогами. Від слова "стьобати" й пішло "Стебне".
Але правильнішою є інша версія  походження назви. Колись давно в цих місцях люди вирізали довгі вербові стебла — лозу, з якої виплітали кошики. Від слова «стебло» й виникло, трансформувавшись «Стебне». Стебло = Стебне. Цій версії сприяє і те, що багато майстрів з плетіння кошиків проживає у селі.
Село постраждало внаслідок геноциду українського народу, проведеного окупаційним урядом СССР 1923-1933 та 1946-1947 роках.
Найбільшого розквіту сягнуло під час головування у місцевому колгоспі Василя Олександровича Циби. Тоді[коли?] було збудовано дитячий садок, клуб, прокладено асфальтову центральну дорогу, бруківку у більшість прилеглих вуличок.

## Топоніми села
У селі багато назв кутків, місцевостей:
- Манжосівка — походить від прізвища Манжос.
- Бондарівка — Бондаренко.
- Заріччя — так названо, тому що за річкою.
- Оленина гора — проживала баба Олена Бойко
- Микитківка — Микитенко.
- Печенівка — куток був згорів і дуже люди попеклися.
- Маслянки — якщо вірити даним, раніше тут знаходилися маслобойні.
- Панське — стояла панська кузня, панські майстерні. Під час с/г робіт тут підковували коней.
- Мерешки — поблизу жили Мерещки.

## Сучасність
У селі створене та діє сільськогосподарське товариство з обмеженою відповідальністю «Стебне», основним напрямком виробництва якого є рослинництво, діє п'ять фермерських господарств, круподерня, олійня, млин, пилорама.
У селі є загальноосвітня школа І-ІІІ ступенів на 320 місць, дитячий садок, Будинок культури (без опалення), фельдшерсько-акушерський пункт, сільська бібліотека (11 800 книг), відділення зв'язку, чотири магазини, пам'ятник воїнам-визволителям та односельцям, які загинули у радянсько-німецькій війні, пам'ятний знак жертвам голодомору.

## Пам'ятки
- У селі знаходиться православна дерев'яна церква Івано-Богословська, збудована у 1885 році, після того як попередня церква згоріла. Станом на 2023 рік піп вийшов з москальського патріархату, але відмовляється визнавати ПЦУ.
- Стебнянський орнітологічний заказник місцевого значення.

## Відомі люди
- Василь Олександрович Циба — колишній голова колгоспу. Нагороджений орденами «Знак Пошани», Трудового Червоного прапора, багатьма медалями;
- Василь Степанович Ворона — удостоєний звання Заслужений працівник сільського господарства України;
- Іван Іванович Швець — Герой Соціалістичної Праці;
- кавалери ордена Леніна — Феодосій Ількович Лизогуб, Галина Феодосіївна Лизогуб, Михайло Феодосійович Гуляйло, Марія Пантелеймонівна Ткаліченко, Надія Никанорівна Усевич, Варвара Федотівна Циганенко;
- Юрій Нерубайський - учасник російсько-української війни, загинув в Миколаєві в березні 2022 р.

У селі народилась Ангеліна Сергіївна Мицик — педагог-природознавець, поетеса.